# Сарибарак
Сарибара́к (каз. Сарыбарақ) — село у складі Байзацького району Жамбильської області Казахстану. Входить до складу Темірбецького сільського округу.
Населення — 481 особа (2021; 581 у 2009, 576 у 1999, 536 у 1989).